# Portugal op het Eurovisiesongfestival 1985
Portugal nam deel aan het Eurovisiesongfestival 1985 in Göteborg, Zweden. Het was de 22ste deelname van het land op het Eurovisiesongfestival. De selectie verliep via het jaarlijkse Festival da Canção. De RTP was verantwoordelijk voor de Portugese bijdrage voor de editie van 1985.

## Selectieprocedure
Net zoals de voorbije jaren werd ook dit jaar de kandidaat gekozen via het jaarlijkse Festival da Canção.
In totaal deden er 11 liedjes mee aan deze finale en de winnaar werd aangeduid door middel van een expertjury.
Finale
| Volgorde | Artiest           | Lied                              | Punten | Plaats |
| -------- | ----------------- | --------------------------------- | ------ | ------ |
| 1        | Eduarda           | "Meu amor, minha dor, meu jardim" | 182    | 2de    |
| 2        | Gustavo Sequeira  | "Mágica"                          | 70     | 8ste   |
| 3        | Jorge Silva       | "Portugal, meu jardim"            | 34     | 10de   |
| 4        | Alexandra         | "Cantar saudade"                  | 130    | 6de    |
| 5        | Delfins           | "A casa da praia"                 | 28     | 11de   |
| 6        | Nelo Silva        | "Entre céu e mar"                 | 47     | 9de    |
| 7        | Luis Filipe       | "Mulher só (mulher giesta)"       | 133    | 5de    |
| 8        | Nuno and Henrique | "Meia de conversa"                | 171    | 3de    |
| 9        | Jorge Fernando    | "Umbadá"                          | 168    | 4de    |
| 10       | Adelaide Ferreira | "Penso em ti, eu sei"             | 219    | 1ste   |
| 11       | Aguarela          | "Malmequer, sim ou não"           | 94     | 7de    |

## In Göteborg
In Zweden moest Portugal optreden als 9de  net na België en voor Duitsland.
Na de puntentelling bleek dat Portugal 18de was geëindigd met een totaal van 9 punten. 
Nederland en België hadden geen punten over voor deze inzending.

### Gekregen punten

#### Finale
| 12 punten | 10 punten | 8 punten | 7 punten      | 6 punten |
| --------- | --------- | -------- | ------------- | -------- |
|           |           |          | - Griekenland |          |
| 5 punten  | 4 punten  | 3 punten | 2 punten      | 1 punt   |
|           |           |          | - Turkije     |          |

### Punten gegeven door Portugal

#### Finale
Punten gegeven in de finale:
| 12 punten | Italië              |
| 10 punten | Luxemburg           |
| 8 punten  | Ierland             |
| 7 punten  | Duitsland           |
| 6 punten  | Verenigd Koninkrijk |
| 5 punten  | Israël              |
| 4 punten  | Zwitserland         |
| 3 punten  | Frankrijk           |
| 2 punten  | Spanje              |
| 1 punt    | Denemarken          |

1964 · 1965 · 1966 · 1967 · 1968 · 1969 · 1970 · 1971 · 1972 · 1973 · 1974 · 1975 · 1976 · 1977 · 1978 · 1979 · 1980 · 1981 · 1982 · 1983 · 1984 · 1985 · 1986 · 1987 · 1988 · 1989 · 1990 · 1991 · 1992 · 1993 · 1994 · 1995 · 1996 · 1997 · 1998 · 1999 · 2000 · 2001 · 2002 · 2003 · 2004 · 2005 · 2006 · 2007 · 2008 · 2009 · 2010 · 2011 · 2012 · 2013 · 2014 · 2015 · 2016 · 2017 · 2018 · 2019 · 2020 · 2021 · 2022 · 2023 · 2024 · 2025